# Webster (Dél-Dakota)
Webster település az Amerikai Egyesült Államok Dél-Dakota államában, Day megyében, melynek megyeszékhelye is. Lakosainak száma 1728 fő (2020. április 1.).

## Népesség
A település népességének változása:

| 2010 | 1 886 |
| 2020 | 1 728 |